# Bag of Tricks (Annihilator)
Bag of Tricks è un album di raccolta del gruppo musicale canadese Annihilator, pubblicato nel 1994. L'album è stato ripubblicato nel 2002.

## Tracce
1. Alison Hell (Remastered Version) – 5:03 (Jeff Waters, John Bates)
2. Phantasmagoria (Demo version) – 3:57 (Waters)
3. Back to the Crypt – 4:09 (Waters)
4. Gallery – 4:08 (Waters, Bates)
5. Human Insecticide (Live) – 5:44 (Waters, Bates)
6. The Fun Palace (Extended Mix) – 6:22 (Waters, Coburn Pharr)
7. W.T.Y.D. (Live) – 4:58 (Waters, Bates)
8. Word Salad (Live) – 6:36 (Waters)
9. Live Wire (Live) – 5:16 (Angus Young, Malcolm Young, Bon Scott)
10. Knight Jumps Queen (Demo version) – 3:46 (Waters)
11. Fantastic Things – 4:27 (Waters, Wayne Darley)
12. Bats in the Belfry (Demo version) – 3:44 (Waters, Ray Hartmann, Pharr)
13. Evil Appetite – 3:40 (Waters, Neil Goldberg, Pharr)
14. Gallery (86) – 4:00 (Waters, Bates)
15. Alison Hell (86) – 5:09 (Waters, Bates)
16. Phantasmagoria (86) – 3:56 (Waters)

## Formazione
- Jeff Waters – chitarra, voce (tracce 14–16), basso (1, 14–16), cori
- Randy Rampage – voce (1–5)
- Coburn Pharr – voce (6–10, 12–13)
- Dave Scott Davis – chitarra (5–9)
- Neil Goldberg – chitarra (10–13)
- Wayne Darley – basso, voce (11)
- Ray Hartmann – batteria
- Mike Mangini – batteria (12–13)
- Paul Malek – batteria (14–16)